# The Tale of a Soldier's Ring
The Tale of a Soldier's Ring è un cortometraggio muto del 1911 diretto da Joseph A. Golden. Il nome del regista non è confermato.

## Produzione
Il film fu prodotto dalla Selig Polyscope Company.

## Distribuzione
Distribuito dalla General Film Company, il film - un cortometraggio in una bobina - uscì nelle sale cinematografiche statunitensi il 27 luglio 1911.